# 664

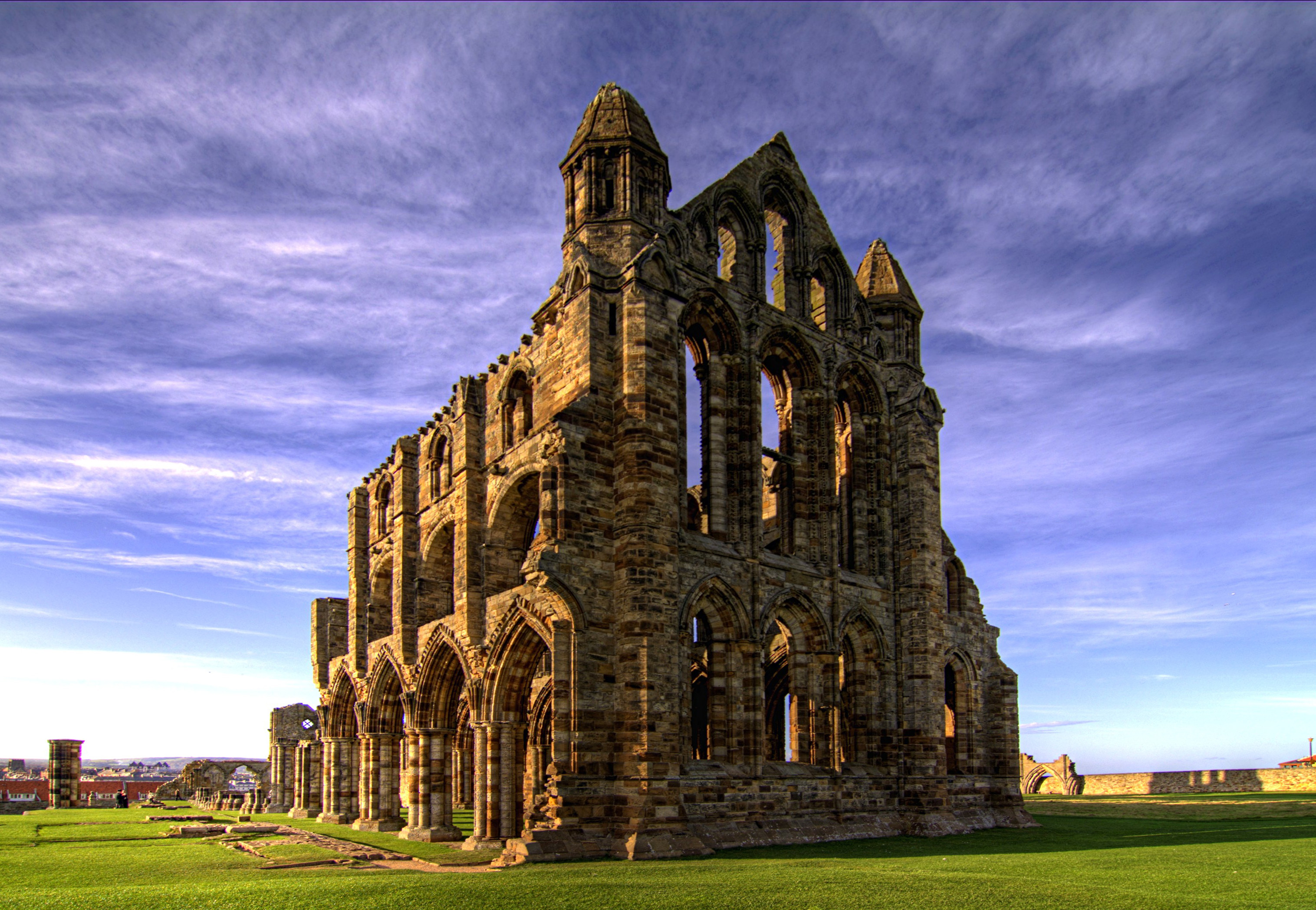
Ruïne van Whitby Abbey (North Yorkshire)

Het jaar 664 is het 64e jaar in de 7e eeuw volgens de christelijke jaartelling.

## Gebeurtenissen

### Brittannië
- De pest teistert Gwynedd (huidige Wales) en het zuiden van Engeland. Koning Swithelm van Essex overlijdt aan de gevolgen van de pestepidemie, die zich verspreidt naar Ierland. Hij wordt opgevolgd door zijn neven Sighere en Sebbi.
- 14 juli - Koning Earconbert van Kent overlijdt na een regeerperiode van 24 jaar en wordt opgevolgd door zijn zoon Egbert I. Vanwege zijn jeugdige leeftijd regeert zijn moeder Sexburga als regentes het Angelsaksische koninkrijk.

### Europa
- Koningin Bathildis legt haar positie als regentes van Neustrië neer en trekt zich als zuster terug in de abdij van Chelles. Formeel regeert Chlotharius III nu het Frankische deelkoninkrijk, maar in werkelijkheid blijft Ebroin als despotisch heerser zijn machtspositie uitbreiden.

## Religie
- Synode van Whitby: Koning Oswiu van Northumbria roept in Whitby Abbey een synode bijeen onder leiding van Wilfrid van York. De Keltische Kerk (in Wales, Schotland en het noorden van Engeland) en de Katholieke Kerk (in het zuiden van Engeland) accepteren, dat de kloosterregels in Ierland worden vervangen door de regels van de benedictijnen. Hiermee wordt de strikte navolging van de katholieke leer afgedwongen. Oswiu stemt ermee in de paasdatum zoals gebruikelijk in Rome aan te houden en bepaalt voor de Angelsaksische monniken het dragen van de tonsuur. Tevens worden de mannen en vrouwen van elkaar gescheiden in aparte kloosters.
- Paus Vitalianus krijgt het recht om aartsbisdommen te stichten in Engeland. De liturgische gebruiken van de kerk worden aanvaard, ten nadele van Keltische christelijke tradities.

## Overleden
- 6 januari - 'Amr ibn al-'As (ca. 79), gouverneur van Egypte.
- 14 juli - Earconbert, koning van Kent
- 26 oktober - Cedd, Angelsaksisch bisschop
- Swithelm, koning van Essex (waarschijnlijke datum)
- Xuanzang (62), Chinees boeddhistisch monnik en reiziger